# Chihuahua (Uruguay)
Chihuahua es un balneario perteneciente al municipio de Maldonado en el departamento de Maldonado, Uruguay. Está situado sobre la costa del Río de la Plata, 12 km al este del balneario Punta Negra. Limita al este con Punta Ballena y al oeste con Ocean Park, del cual lo separa el Arroyo El Potrero. Este arroyo transporta el agua de la Laguna del Sauce al Río de la Plata. Su playa es muy conocida por ser una playa nudista llamada Playa Chihuahua.

## Historia
En noviembre de 2021 vecinos de la localidad realizaron un pedido al Presidente de la República Luis Lacalle Pou para detener la extracción de arena de las playas de Chihuahua, en la parte de la costa del arroyo El Potrero, realizada por una empresa para un proyecto inmobiliario denominado «Marinas de Punta del Este». En su reclamo, plantearon que la extracción constante de grandes cantidades de arena desde hace 25 años ha generado la desaparición de dunas y eso amenaza el equilibrio del ecosistema local. También afirmaron que con una retroexcavadora la empresa «saqueó» las dunas que bordeaban la desembocadura del arroyo, que ya no está más, «embolsándose millones de dólares en arena».

## Población
En 2011, Chihuahua tenía una población de 37 habitantes permanentes y 79 viviendas.
| Año  | Población | Viviendas |
| ---- | --------- | --------- |
| 1975 | 0         | 5         |
| 1985 | 0         | 7         |
| 1996 | 7         | 11        |
| 2004 | 8         | 38        |
| 2011 | 37        | 79        |